# Martín Rejtman
Martín Rejtman (Buenos Aires, 3 de gener de 1961) és un cineasta, guionista i escriptor argentí.

## Trajectòria fílmica i literària
Martín Rejtman va néixer el 3 de gener de 1961 a la ciutat de Buenos Aires, Argentina. Va estudiar Cinema a l'Escola Panamericana d'Art de Buenos Aires, i en 1981 es va traslladar als Estats Units per a estudiar Direcció en la Universitat de Nova York. En cinema va treballar com assistent de direcció a l'Argentina i en Itàlia, com a assistent de muntatge en els estudis de Cinecittà. Mentre que, com a escriptor, va publicar 4 llibres de contes, Rapado (1992), Velcro y yo (1996), Literatura y otros cuentos (2005), Tres cuentos (2012) i va ser guionista dels seus llargmetratges. En 2020 Rejtman va rebre el premi Eurimages lliurat pel Festival de Cinema de Sant Sebastià pel seu film El repartidor está en camino.

## Filmografia

### Llargmetratges
- 1988: Sistema español
- 1996: Rapado
- 1999: Silvia Prieto
- 2003: Los guantes mágicos
- 2009: Entrenamiento elemental para actores
- 2014: Dos disparos
- 2020: El repartidor está en camino

### Curtmetratges
- 1982: Just a Movie
- 1986: Doli vuelve a casa
- 1987: Sitting On A Suitcase
- 2019: Shakti

### Documentals
- 2006: Copacabana

## Contes
- 1992: Rapado
- 1996: Velcro y yo
- 2005: Literatura y otros cuentos
- 2012: Tres cuentos

## Premis

### Festival Internacional de Cinema de Sant Sebastià
| Any  | Categoria       | Pel·lícula                   | Resultat  |
| ---- | --------------- | ---------------------------- | --------- |
| 2020 | Premi Eurimages | El repartidor está en camino | Guanyador |